# Stewartia laotica
Stewartia laotica là một loài thực vật có hoa trong họ Theaceae. Loài này được (Gagnep.) J. Li & T.L. Ming miêu tả khoa học đầu tiên năm 1996.